# Pavlovskpark
Het Pavlovskpark is een door bossen gedomineerd park langs de oevers van de Slavjanka in Pavlovsk, dat aan de rand van het federaal district Sint-Petersburg ligt. Het park werd aangelegd om als paleistuin te dienen, maar is hedendaags voor iedereen toegankelijk. Het park heeft een oppervlakte van 607 hectare en is daarmee een van de grootste parken van Rusland. Het Pavlovskpark is ontworpen in verschillende 18e- en 19e-eeuwse Europese stijlen. De Franse stijl is toegepast in het gebied rond het Pavlovskpaleis, de Italiaanse stijl in onder andere het amfitheater, de Nederlandse stijl in de privétuin van het paleis en de Engelse stijl in de vallei van de Slavjanka en in andere delen van het park. De belangrijkste architecten waren de Schotse Charles Cameron en de Italiaanse Vincenzo Brenna.
Het grootste deel van het park is in drie periodes aangelegd. Het eerste deel werd tussen 1780 en 1787 aangelegd, nadat Paul I van Rusland het van zijn moeder Catharina II van Rusland had gekregen. Dit eerste deel werd ontworpen door de Schotse architect Charles Cameron. Paul was geïnteresseerd in het leger en liet, toen hij het park liet aanleggen, daar veel van in het park terugkomen. Ook zijn echtgenote Sophia Dorothea Augusta Louisa van Württemberg had veel invloed op het ontwerp van het paleis en de tuin. De tweede periode duurde van 1796 tot 1800. De tuin werd toen statiger gemaakt. Het ontwerp kwam van de Italiaan Vincenzo Brenna. Van 1801 tot 1828 werd de tuin langzaam verder uitgebreid.